# 扁豆星介属
扁豆星介属是土星介科下已滅絕的一個屬，生存於白堊紀。

## 描述
扁豆星介為淡水介形蟲。兩片甲殼很薄，近乎橢圓形，並有擴展的邊緣。頂緣筆直，下面呈微波浪狀，並與上緣在尾部聚合。左殼比右殼大，全緣皆重疊。每片殼都有朝前的邊緣凹槽。殼表面為麻點狀，呈平滑、皰狀或凹槽狀。